# أوزس
أوزيس هي بلدية تقع في قسم جارد بمنطقة أوكسيتانيا في جنوب فرنسا. تبعد حوالي 25 كيلومترًا شمال شرق نيم، و40 كيلومترًا غرب أفينيون، و32 كيلومترًا جنوب شرق أليس.

## تاريخ

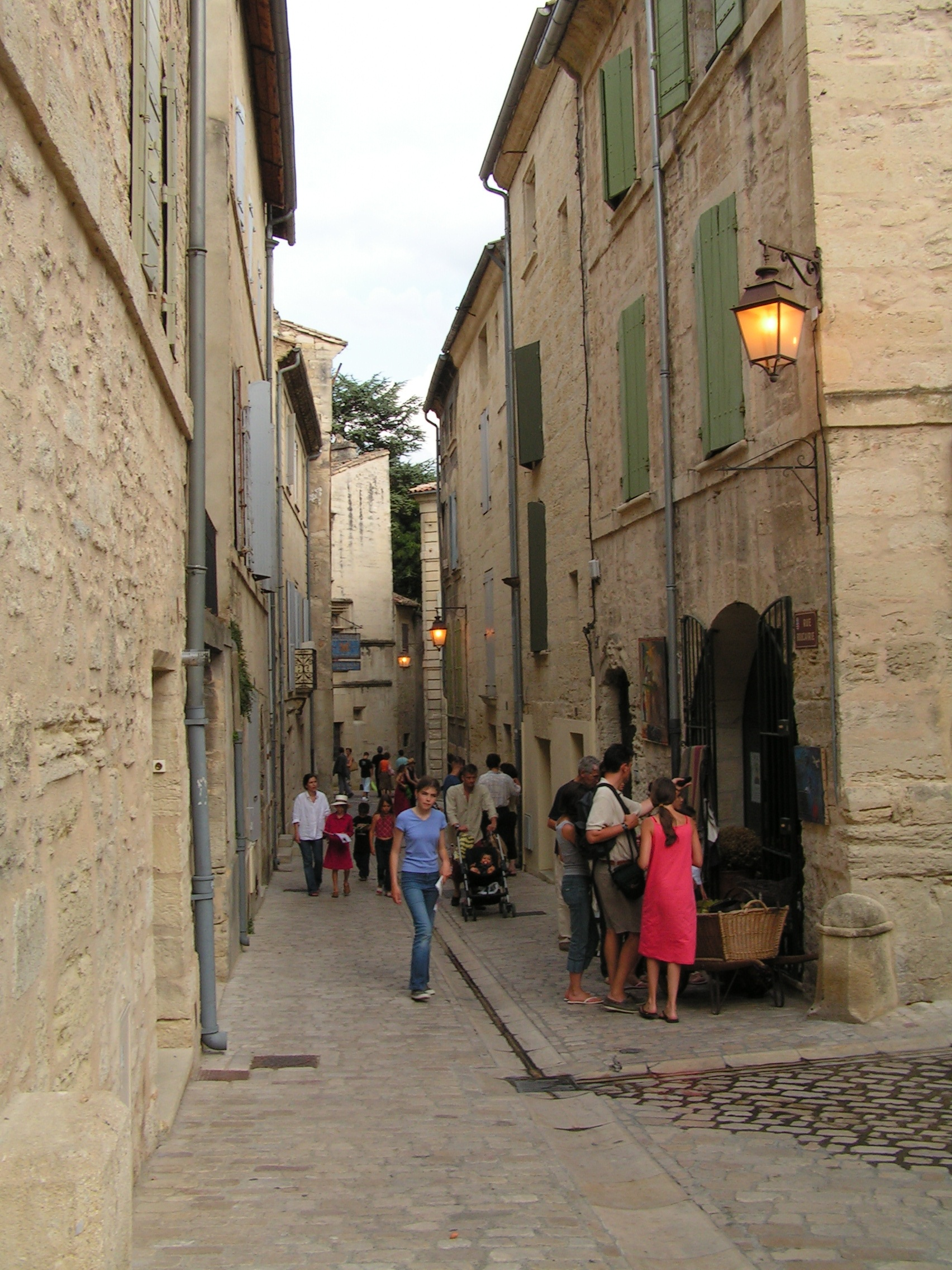
البلدة القديمة

كانت أوزيس، التي عُرفت سابقًا باسم يوتشيا أو يوتيكا باللاتينية، مستوطنة إدارية صغيرة في الحقبة الغالية الرومانية. تقع المدينة عند منبع نهر ألزون في فونتين دور، حيث بُنيت قناة مائية رومانية في القرن الأول الميلادي لتزويد مدينة نيم، التي تبعد تقريباً 50 كيلومترًا، بالمياه. ويعد جسر بونت دو جارد، الذي ينقل المياه العذبة عبر أقواس رائعة فوق نهر جاردون، الجزء الأشهر من هذه القناة وهو مدرج الآن ضمن مواقع التراث العالمي لليونسكو.
يُعتقد أن اليهود استقروا في أوزيس منذ القرن الخامس. ويُروى أن القديس فيرول، أسقف أوزيس، كان يسمح لهم بالجلوس إلى مائدته، ما أثار شكاوى قُدمت إلى الملك شيلديبرت الأول، حيث طُلب من الأسقف تغيير موقفه وطرد اليهود الذين رفضوا التحول إلى المسيحية. بعد وفاة القديس فيرول عام 581، عاد بعض المتحولين إلى اليهودية. وفي عام 614، قامت الحكومة المسيحية بطرد اليهود من المنطقة.
في أوائل القرن الثامن، كانت أوزيس مدينة محصنة ومركزًا أسقفيًا تحت سلطة رئيس أساقفة ناربون. خلال الفتح الأموي لسبتمانيا القوطية، أصبحت أوزيس أقصى معقل شمالي لإسبانيا الإسلامية حوالي عام 725. حاصر شارل مارتيل القلعة في عام 736، لكنها بقيت تحت سيطرة القوطيين الأندلسيين حتى عام 752، عندما تنازل الكونتات الموالون لأنسيموند من نيم عن عدة معاقل للفرنجة بقيادة بيبين القصير. وفي عام 753، ثارت القلعة ضد الفرنجة بعد اغتيال أنسيموند، لكن الانتفاضة قُمعت، وفرض بيبين القصير وصاية فرنجية على المنطقة.
في القرن الثالث عشر، كانت مدينة أوزيس موطنًا لمجتمع صغير من العلماء اليهود، إلى جانب مجتمع من أتباع الكاثار.

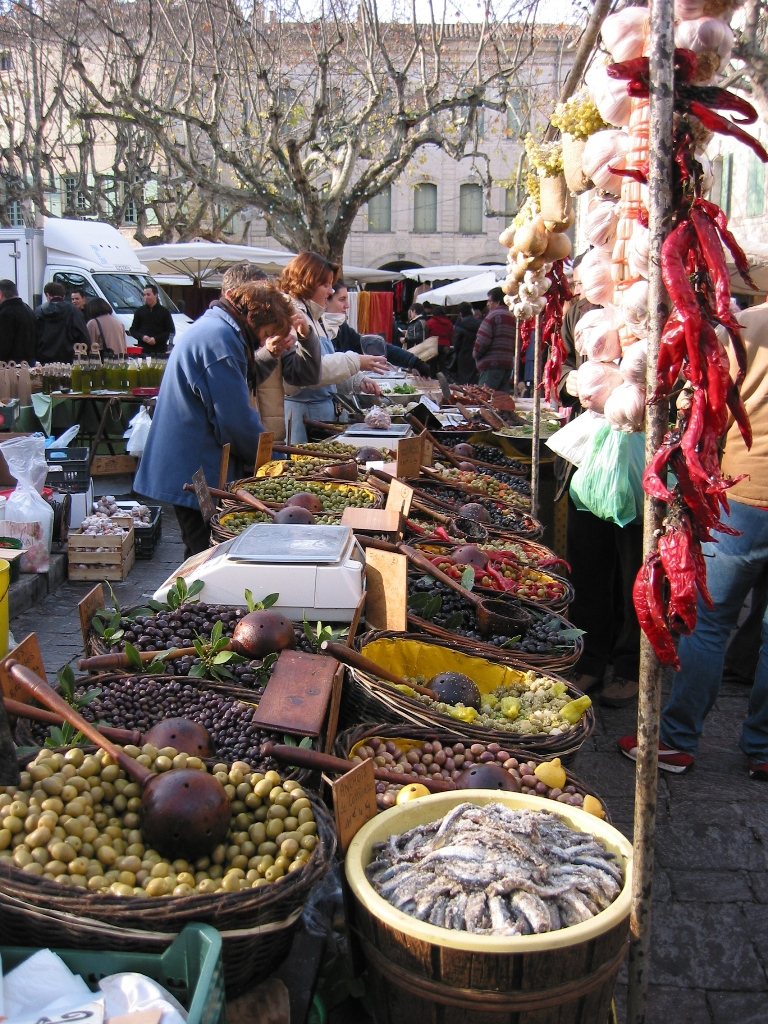
سوق المزارعين

مثل العديد من مراكز تصنيع القماش، حيث كانت أوزيس معروفة بصناعة الأقمشة الصوفية، تحول سكان المدينة والمناطق الريفية المحيطة بها بقوة إلى البروتستانتية خلال القرن السادس عشر. أسهمت الصراعات الدينية والطبقية في اندلاع حروب الدين، وعانت منطقة لانغدوك من قدر كبير من العنف، حيث قام البروتستانت بتدمير وحرق العديد من كنائس المدينة، ولم ينجُ سوى اثنتين حتى القرن الحادي والعشرين. وقد أُعيد بناء كنيسة سانت إتيان بعد أعمال العنف.

### أوسيتيا
Ucetia هو اسم oppidum جالو روماني في مقاطعة أوكسيتانيا الرومانية. تم تسجيل وجودها في قائمة تضم إحدى عشرة مستوطنة أخرى على لوحة تذكارية في نيم (نيماوسوس القديمة)، حيث يظهر اسمها "VCETIAE".
كانت تحت إدارة نيماوسوس، الذي كان يمدها بالمياه عبر قناة رومانية. كما عُرفت أوزيتيا أيضًا باسم Castrum Uceciense، كما ورد في نوتيتيا بمقاطعات غاليا.
في عام 2017، تم اكتشاف فسيفساء رومانية بالصدفة أثناء أعمال البناء في مدرسة ثانوية محلية، مما وفر دليلاً مادياً على وجود مدينة أوسيتيا. كانت الفسيفساء تحتوي على صور لحيوانات مثل الغزلان والبومة والنسر والثيران، وقد تم تحديدها على أنها "تكريم للآلهة الرومانية". في العديد من الثقافات الأوروبية، يُعتبر الغزال رمزًا لآلهة الغابات، بينما تُعتبر البومة رمزًا للإلهة أثينا. بالإضافة إلى الحيوانات، تضمنت الزخارف صورًا للمياه، وأشكالًا هندسية، وألوانًا، وأنماطًا، بما في ذلك تصميم يحتوي على عناصر تشبه الصليب المعقوف القديم.
كانت أوسيتيا مأهولة بالسكان منذ القرن الأول قبل الميلاد على الأقل حتى القرن السابع الميلادي 

#### أوسيتيا وبونت دو جارد
كانت أوسيتيا معروفة كمصدر للمياه التي تم نقلها عبر القنوات المائية إلى العديد من المجتمعات، خاصة مدينة نيماوس القديمة (نيم)، التي بلغ عدد سكانها حوالي 30 ألف نسمة. شمل نظام القنوات المائية جسر بونت دو جارد.
وأدى بناء القناة إلى "مأساة رومانية كلاسيكية" بسبب الجشع في المدن والبلدات القريبة، مما أثر على أوسيتيا والمجتمعات الأخرى.

### الحرب العالمية الثانية
من سبتمبر 1940 إلى 9 نوفمبر 1942، عمل جهاز الكمبيوتر كاديكس في Château des Fouzes بالقرب من أوزيس، في فيشي فرنسا. كان فريق التشفير يتألف من خبراء فرنسيين في مجال التشفير، نظمه الرائد الفرنسي غوستاف بيرتراند، وضم 15 رجلاً بولنديًا من مكتب التشفير البولندي، و9 فرنسيين، و7 لاجئين إسبان جمهوريين. ومن هناك، عملوا على فك شفرات المحور بما في ذلك آلة إنجما.

## الجغرافيا

### مناخ
تتمتع مدينة أوزيس بمناخ البحر الأبيض المتوسط، حيث تصنف وفقًا لتصنيف كوبن Csa. يبلغ متوسط درجة الحرارة السنوية في أوزيس حوالي 14.5 °م (58.1 °ف)، ومتوسط هطول الأمطار السنوي 809.4 مم (31.87 بوصة)، مع شهر نوفمبر كأكثر الأشهر رطوبة. تسجل درجات الحرارة أعلى مستوياتها في شهر يوليو، حيث تصل إلى حوالي 23.7 °م (74.7 °ف)، وأدنى درجات الحرارة في يناير، بحوالي 6.1 °م (43.0 °ف). كانت أعلى درجة حرارة مسجلة في أوزيس 43.9 °م (111.0 °ف) في 28 يونيو 2019، بينما كانت أبرد درجة حرارة مسجلة −12.1 °م (10.2 °ف) في 2 مارس 2005.
| البيانات المناخية لـ{{{location}}} | البيانات المناخية لـ{{{location}}} | البيانات المناخية لـ{{{location}}} | البيانات المناخية لـ{{{location}}} | البيانات المناخية لـ{{{location}}} | البيانات المناخية لـ{{{location}}} | البيانات المناخية لـ{{{location}}} | البيانات المناخية لـ{{{location}}} | البيانات المناخية لـ{{{location}}} | البيانات المناخية لـ{{{location}}} | البيانات المناخية لـ{{{location}}} | البيانات المناخية لـ{{{location}}} | البيانات المناخية لـ{{{location}}} | البيانات المناخية لـ{{{location}}} |
| الشهر                              | يناير                              | فبراير                             | مارس                               | أبريل                              | مايو                               | يونيو                              | يوليو                              | أغسطس                              | سبتمبر                             | أكتوبر                             | نوفمبر                             | ديسمبر                             | المعدل السنوي                      |
| ---------------------------------- | ---------------------------------- | ---------------------------------- | ---------------------------------- | ---------------------------------- | ---------------------------------- | ---------------------------------- | ---------------------------------- | ---------------------------------- | ---------------------------------- | ---------------------------------- | ---------------------------------- | ---------------------------------- | ---------------------------------- |
| [بحاجة لمصدر]                      |                                    |                                    |                                    |                                    |                                    |                                    |                                    |                                    |                                    |                                    |                                    |                                    |                                    |

## دوقات أوزيس
لقب دوق أوزيس في عائلة كروسول هو اللقب الأول في طبقة النبلاء في فرنسا، ويأتي مباشرة بعد أمراء الدم.
تم إثبات لقب سيد أوزيس في ميثاق صدر عام 1088. بعد ضم جزء من لانغدوك إلى الملكية في عام 1229، ساهمت المهارة العسكرية للوردات (الذين أصبحوا دوقات لاحقًا) وولائهم للتاج في تعزيز مكانتهم في النبلاء، حتى بعد خيانة آخر دوق مونت مورنسي، الذي تم إعدامه في عام 1632. انتقل لقب دوق فرنسا الأول إلى عائلة أوزيس، التي احتفظت بمعقلها في وسط المدينة، والذي توسع حول برج برموند في القرن الحادي عشر.
لو كانت فرنسا مملكة، لكان من واجب دوق أوزيس أن يصرخ "الملك مات. يحيا الملك!" في كل جنازة رسمية، وأن يدافع عن شرف الملكة الأم. على مر القرون، أصيب واحد وعشرون دوقًا أو قُتلوا بسبب ترشحهم لأبطال فرنسا الوراثيين.

## المعالم السياحية

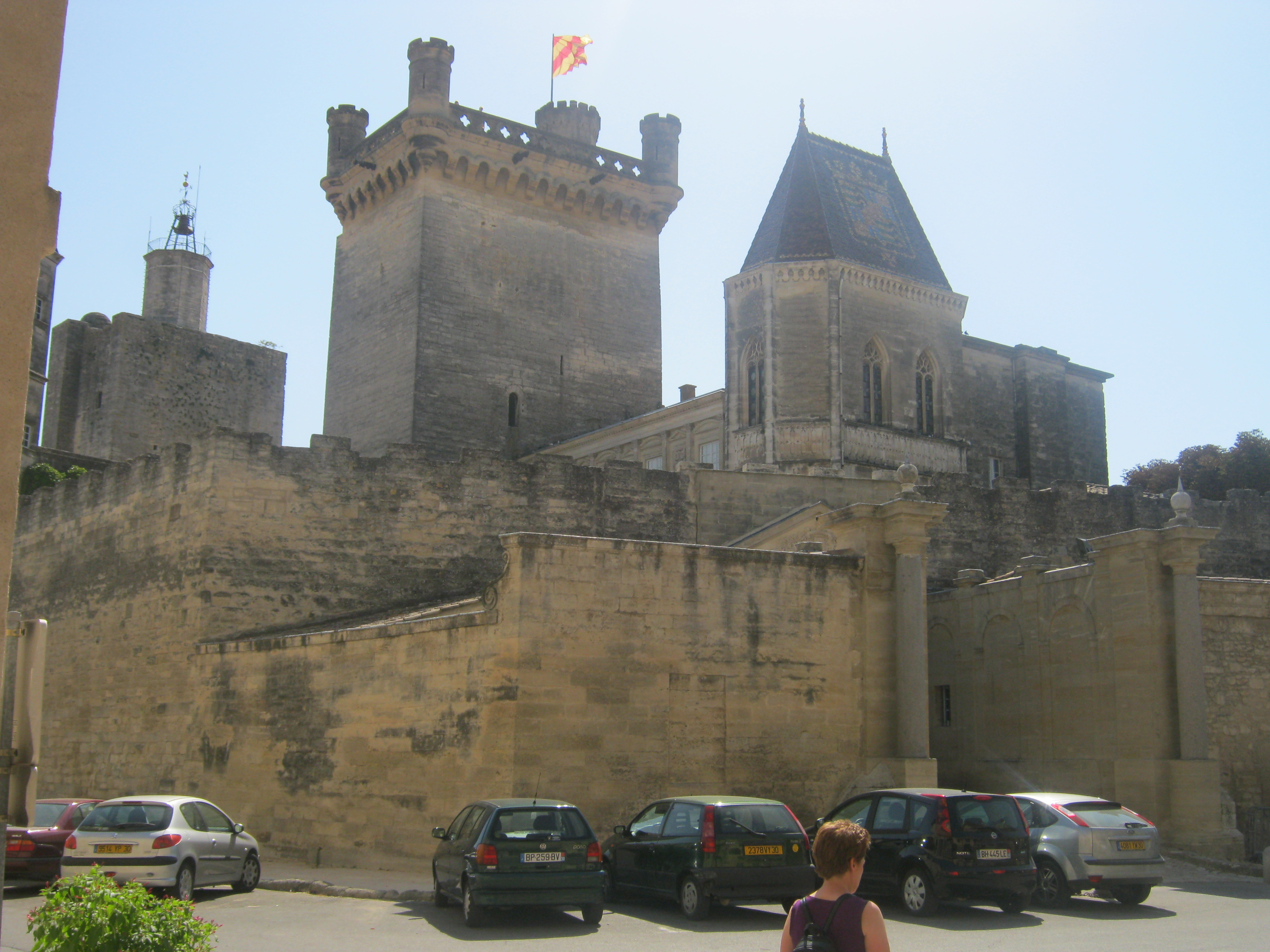
قصر الدوقة

تحتفظ المدينة الحالية بآثار أسوارها في شكل دائرة من الشوارع. توجد كنيسة كابوشينية، التي بُنيت عام 1635 لإيواء رفات الدوقات، في موقع معبد يعود إلى القرن الأول الميلادي مخصص للإمبراطور الروماني الأول، أغسطس.
كما تحتوي المدينة على آثار تعكس مكانة الأسقفية السابقة، التي كانت واحدة من أوسع الأسقفيات في لانغدوك، لكنها اندثرت أثناء الثورة. وتشهد المنازل الخاصة على الثروة التي جلبتها تجارة المنسوجات في القرن السادس عشر. وتضم المدينة أيضًا ثلاثة أبراج إقطاعية: برج بيرموند (جزء من قلعة دوتشيه)، وبرج الأسقف، والبرج الملكي.
تم تدمير كاتدرائية أوزيس خلال الحملة الصليبية الكاثارية، ثم أُعيد بناؤها، لكنها دُمِّرت مرة أخرى في القرن السادس عشر. وأعيد بناؤها مرة أخرى في القرن السابع عشر، وتعرضت للتجريد خلال الثورة الفرنسية.
يُعد برج النوافذ الروماني، الذي يعود تاريخه إلى القرن الحادي عشر ويتميز بنوافذه المزدوجة، من أبرز رموز المدينة، وقد تم إدراجه كأحد المعالم التاريخية الفرنسية في عام 1862.
تشتهر مدينة أوزيس في المنطقة بسوقها الذي يُقام يوم السبت. لا يقتصر السوق على تقديم المنتجات المحلية فحسب، بل يضم أيضًا المنسوجات المصنوعة في المنطقة والعديد من الفعاليات السياحية.

## اقتصاد
تُعتبر السياحة أحد القطاعات الصناعية الرئيسية في المدينة، إلى جانب المشهد الفني المحلي وصناعة النبيذ.
تتمتع المنطقة بتاريخ طويل في إنتاج عرق السوس، حيث تحتفظ شركة هاريبو الألمانية بمصنع ومتحف في أوزيس، والذي يعود تاريخه إلى مصنع عرق السوس الذي افتتحه هنري ليفونت في عام 1862. اندمجت شركته لاحقًا مع شركة Ricqlès، ثم استحوذت عليها شركة هاريبو.

## شخصيات بارزة
- فيرمين أبازيت (1679-1767)، عالم عمل في الفيزياء واللاهوت والفلسفة
- نائب الأدميرال فرانسوا بول برويس ديجالييه ، كونت دي برويس (1753-1798)، القائد الفرنسي في معركة النيل .
- أوليفر بيفان (2001–) فنان إنجليزي
- جيروم سينتاس (1971–) لاعب كرة قدم فرنسي محترف سابق
- ليون كرير ، مخطط حضري [10]
- ذوودا ، دوقة سبتمانيا وكاتبة Liber Manualis
- برنارد بلانتابيلوزا ، كونت أوفيرني والابن الثاني لدودا
- ديفيد ريدفيرن (1936–2014) مصور موسيقي إنجليزي
- سوزان فيردير (1745–1813)، كاتبة
- فريدريك غابيون (1976–)، سائق سباق

## قراءة إضافية
- d'Albiousse, Lionel (1881). Guide de l'étranger à Uzès (بالفرنسية). Uzès: H. Malige. Archived from the original on 2023-09-26.
- d'Albiousse, Lionel (1887). Histoire des ducs d'Uzès : suivie d'une notice sur leur château ducal (بالفرنسية). Paris: H. Champion.

## روابط خارجية
- الموقع الرسمي باللغة الفرنسية
- موقع المكتب السياحي

قالب:Gard communes